# Petr Langer
Petr Langer (* 9. července 1977) je český advokát, známý jako neúspěšný čekatel na funkci soudce.

## Život
V roce 2001 vystudoval Právnickou fakultu v Olomouci s vyznamenáním, poté na Právnické fakultě Univerzity Karlovy v Praze získal v roce 2002 titul doktora práv a tamtéž v roce 2005 získal titul Ph.D.
Ve výběrovém řízení na místa justičních čekatelů v roce 2001 skončil první z celkem 301 uchazečů a po absolvování praxe složil v listopadu 2004 odbornou justiční zkoušku s hodnocením „výtečně způsobilý“. V roce 2005 byl Langer mezi 34 justičními čekateli, které prezident Václav Klaus odmítl jmenovat soudci, a to z důvodu jejich údajně nízkého věku. Langer rozhodnutí prezidenta napadl správní žalobou u Městského soudu v Praze, který mu dal za pravdu a konstatoval, že hlava státu nemůže jmenování bezdůvodně protahovat. Václav Klaus odmítl rozhodnutí soudu akceptovat a s podrobným odůvodněním podal kasační stížnost k Nejvyššímu správnímu soudu, který však prezidentovu stížnost zamítl. Protože ani toto rozhodnutí prezident republiky nerespektoval a o jmenování či nejmenování Petra Langera soudcem nerozhodl, zamířil Langer nakonec do advokacie.
Roku 2007 Langer kandidoval v prvním kole volby děkana Právnické fakulty Univerzity Palackého v Olomouci. Po svém neúspěchu pak ve druhém kole volby nekandidoval. Zvolena a jmenována děkankou byla prof. JUDr. Milana Hrušáková, CSc. Podle Olomouckého deníku k jejímu jednomyslnému zvolení přispěla rezignace Langera na opětovnou kandidaturu.
Od roku 2008 vykonává advokacii v Ostravě. Přednáší právní předměty na Právnické fakultě Panevropské vysoké školy v Ostravě a na Lékařské fakultě Univerzity Palackého v Olomouci.